# 道の駅おおの (岩手県)
道の駅おおの（みちのえき おおの）は、岩手県九戸郡洋野町に所在する国道395号の道の駅である。

## 概要
複合施設おおのキャンパス内の1施設である。おおのキャンパスは、旧大野村時代の2000年代の初頭に東京大学北澤猛教授らの指導のもと、社会実験を通して総合的な運用計画であるエリアマネージメントによる特徴的な活性化策が実施された際の中核機能であり、宿泊施設や木工体験施設、公園などがある。

## 施設
- 駐車場
  - 普通：96台
  - 大型：4台
  - 身体障がい者用：4台
- トイレ（身体障がい者用のみ24時間利用可能）
  - 男：個室 3室、小 4器
  - 女：個室 5室
  - 身体障がい者用：1室
- 公衆電話：1台

### 道の駅以外のおおのキャンパスの施設
- 農産物直売所:産直おおの
- 宿泊施設：グリーンヒルおおの
- 食堂レストラン グリーンヒルおおの
- 入浴施設：おおの健康の湯 - 漢方薬湯、フィンランド製の低温サウナを完備
- 木工品展示販売所
- 木工房・木工体験室
- 陶芸工房
- 裂き織り工房
- 園芸工房
- おおのミルク工房
- 大野パークゴルフ場
- 動物ふれあい館
- 森のカブト虫館

- ひろのまきば天文台

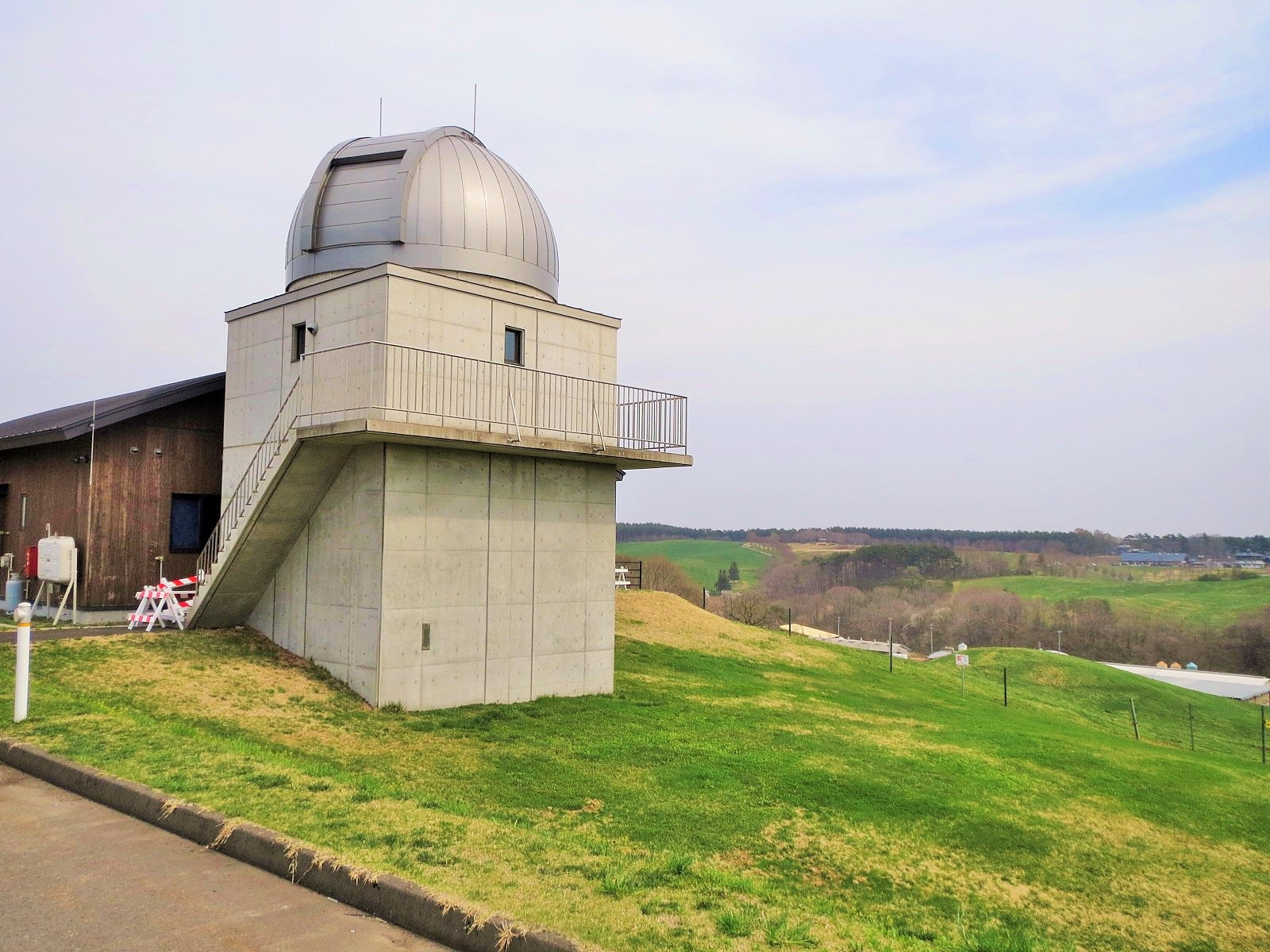
ひろのまきば天文台

  - 環境省が主催する全国星空継続観察の2007年冬季観察一般参加部門で、最も暗く星が見やすい場所に選ばれた天文台。講座室は常設展・特別展、星の写真展、簡易プラネタリウムがあり、天体観測室には口径51mm反射望遠鏡、Hα太陽観測専用望遠鏡を配置している[1]。
  - 開館日：毎週金曜、土曜、日曜日。12/29 - 1/3と臨時休館日を除く
  - 開館時間：13:00 - 21:00
- 大野地区共同利用模範牧場
- 有森記念クロスカントリーコース

## 休館日
- 12月30日 - 1月3日
- 大野パークゴルフ場：12月 - 3月
- 動物ふれあい館：12月 - 4月

## アクセス
- JR東日本八戸線陸中夏井駅より、県北バス陸中大野行き大野キャンパス前停留所

## 周辺
- 岩手県立大野高等学校